# Cryptocarya brassii
Cryptocarya brassii är en lagerväxtart som beskrevs av C. K. Allen. Cryptocarya brassii ingår i släktet Cryptocarya och familjen lagerväxter. Inga underarter finns listade i Catalogue of Life.